# José María Chico y Ortiz
José María Chico y Ortiz fue un jurista, Registrador de la Propiedad y escritor español, nacido en Valladolid en el año 1923 y fallecido en Madrid en 1997.

## Reseña biográfica
Licenciado en Derecho por la Universidad de Valladolid (1945) y Registrador de la Propiedad por oposición (1960), dedicó su vida a su profesión y a la escritura de innumerables libros y artículos relacionados con el Derecho. Estuvo al frente del Registro de la Propiedad Intelectual y de la dirección del Centro Nacional de Estudios Hipotecarios. Participó en varias reformas legislativas como vocal permanente de la Comisión General de Codificación y recibió la Cruz de la Orden de San Raimundo de Peñafort. Pertenecía como correspondiente a la Academia Nacional de Derecho y Ciencias Sociales de Córdoba (Argentina)

## Libros publicados
- Apuntes de Derecho Inmobiliario Registral, dos tomos, 2.000 pp., 1963, 2ª ed., 1967
- Derecho Procesal y Administrativo, ajustado al programa de Registros, 1965.
- Derecho Notarial, ajustado al programa de Registros, 1966
- Manual del Registro de la Propiedad (Premio Ríos Mosquera), Madrid, 1966
- Derecho Fiscal, ajustado al programa de oposiciones a Notarías, Madrid, 1966
- Índice de la Revista de Derecho Notarial, patrocinado por la Junta de Decanos de Notarios de España, 1972
- Temas de Derecho Notarial. Calificación Registral del Instrumento Público, Ed. Montecorvo, Madrid 1972
- Complementos al Derecho Hipotecario, Ed. Montecorvo, Madrid, 1974
- Teoría, práctica y fórmula de la calificación registral, Marcial Pons, 1977-1978.
- Estudios sobre Derecho Hipotecario (dos tomos, 2000 pp.), Marcial Pons 1981
- Calificación jurídica, conceptos básicos y formularios registrales, Marcial Pons, 1987
- Estudios de Derecho Hipotecario, 2ª ed., Marcial Pons, 1988-1989
- Diccionario Jurídico, Ed. Espasa-Calpe, 1989
- Legislación Hipotecaria, Ed. Colex, 1989, 1992 y 1994.
- Comentarios al Código Civil y legislaciones Forales (dirigidos por M. Albadalejo, volumen VII, 2ª ed., 1990)
- Oposita que algo queda, Ed. Civitas, 1992 (2ª ed., 1993)[6]
- Estudios sobre derecho Hipotecario, Marcial Pons, 3ª ed., 1994.
- Seguridad jurídica y revisión crítica de los principios hipotecarios, Marcial Pons, 1994.